# 酉水 (沅水支流)

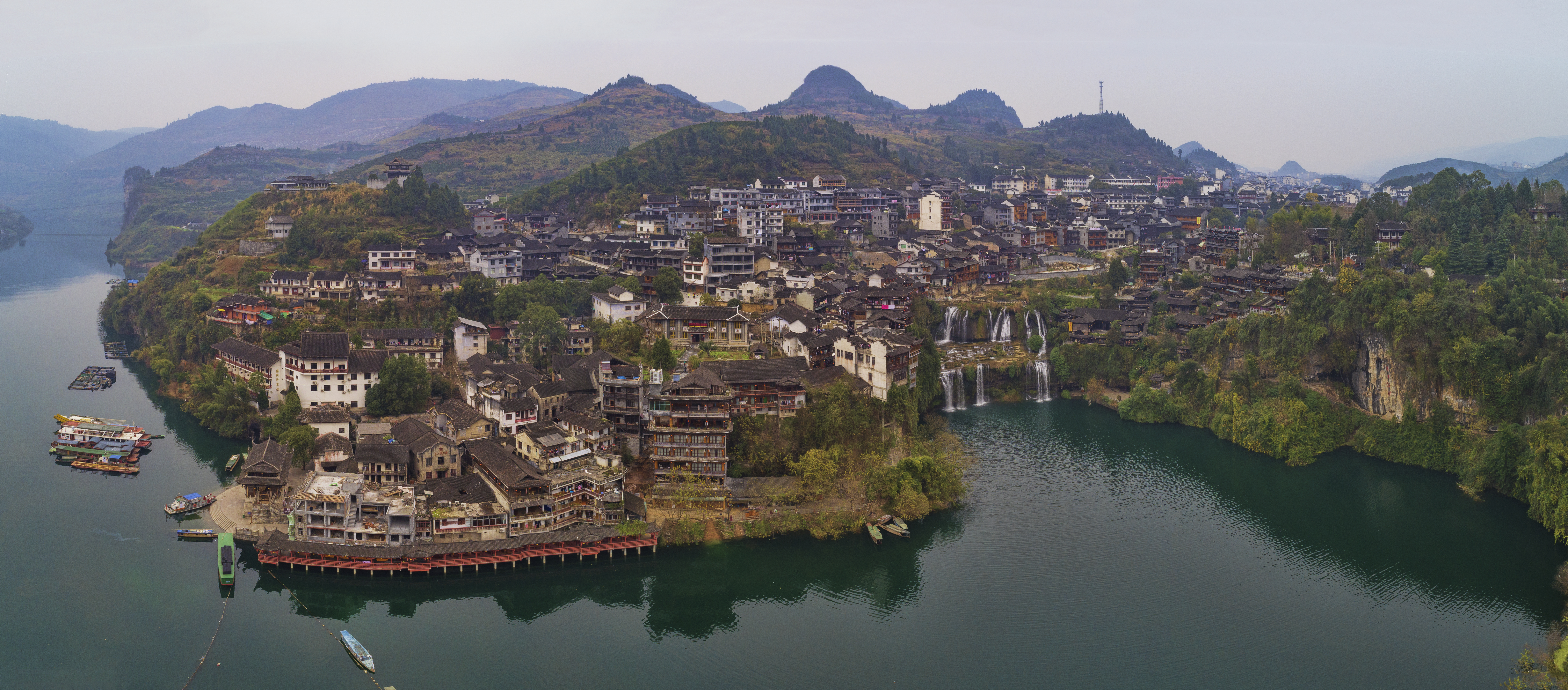
流芙蓉镇的酉水

酉水（古名“酉溪”），沅水水系最大支流，分为南、北两源。北源名“北河”，为主干流；南源称秀山河；二源于重庆秀山土家族苗族自治县石堤镇汇合；汇合后向东南流入湖南保靖县，流经保靖、龙山、古丈、永顺和沅陵等县；于沅陵沅陵镇张飞庙汇入沅水。酉水总长度477公里，流域面积18530平方公里，多年平均年流量453.6立方每秒。主要少数民族为土家族、苗族。主要水利工程为凤滩水电站，为湖南省大型水电站之一。

## 河面宽度
石堤镇上游河宽约为50～60米，石堤至保靖河宽约100米，保靖至施溶溪之间宽约150～200米，施溶溪至高砌头间减至100米以内，高砌头至沅陵间河宽200～300米。

## 支流
- 洗车河
- 花垣河
- 猛洞河
- 酉溪河